# Wołodymyr Kożuchow
Wołodymyr Anatolijowycz Kożuchow, ukr. Володимир Анатолійович Кожухов, ros. Владимир Анатольевич Кожухов, Władimir Anatoljewicz Kożuchow (ur. 2 lutego 1936 w Kijowie, Ukraińska SRR, zm. 14 marca 2014 w Kijowie, Ukraina) – ukraiński piłkarz, grający na pozycji obrońcy lub pomocnika, trener piłkarski.

## Kariera piłkarska
Grał w szkolnych reprezentacjach Ukraińskiej SRR i Kijowa, radzieckiej reprezentacji związkowej pracowników kolei. Mistrz i zdobywca Pucharu Kijowa. Do 34-letniego wieku występował w klubie Łokomotyw Kijów.

## Kariera trenerska
Karierę szkoleniowca rozpoczął po zakończeniu kariery piłkarza. Najpierw pomagał trenować Awanhard Kramatorsk. Potem pracował w Kijowskim Państwowym Instytucie Wychowania Fizycznego, a od 1973 do 1979 stał na czele wydziału piłki nożnej w Instytucie. Prawie 20 lat wykładał lekcje piłki nożnej w Instytucie. Trenował juniorskie reprezentacje Ukraińskiej SRR. W 1990 wyjechał razem z Walerym Łobanowskim do Zjednoczonych Emiratach Arabskich, gdzie przez osiem lat praktykował jako trener wykładowca. Pod jego kierownictwem tamtejszy klub Al-Ahli Dubaj osiągnął znaczące sukcesy w rozgrywkach krajowych i regionalnych. W 2000 dołączył do rozwoju piłki nożnej w obwodzie kijowskim. Został pierwszym profesjonalnym trenerem amatorskiej drużyny Dinaz Wyszegród. W styczniu 2002 został zaproszony do sztabu szkoleniowego Borysfena Boryspol. W kwietniu 2002 pełnił obowiązki głównego trenera Borysfena. Po przyjściu nowego trenera Ołeksandra Riabokonia pozostał pracować w sztabie szkoleniowym boryspolskiego klubu. Potem prowadził znany amatorski zespół Hrań Buzowa. Pracował w wydziale wsparcia naukowo-metodycznego w procesie szkolenia i treningu w Kijowskim Obwodowym Związku Piłki Nożnej.
14 marca 2014 zmarł w Kijowie w wieku 78 lat.

## Nagrody i odznaczenia
- Medal Federacji Futbolu Ukrainy "Za zasługi przed ukraińska piłką nożną"
- Medal Kijowskiego Obwodowego Związku Piłki Nożnej "Za zasługi 2 klasy"
- Dyplom Honorowy Komitetu Sportu ZSRR